# Kaden Groves
Kaden Groves, född den 23 december 1998, är en australisk professionell landsvägscyklist.

## Karriär
Groves har cyklat professionellt sedan 2017. Bland hans meriter kan nämnas sju etappsegrar i Vuelta a España där han två år vunnit poängtävlingen. I Giro d'Italia har han tagit två etappsegrar, och i Tour de France har han tagit en etappseger.